# マーリン (SS-205)
|          |                                                        |
| 艦歴     |                                                        |
| 発注     |                                                        |
| 起工     | 1940年5月23日                                          |
| 進水     | 1941年1月29日                                          |
| 就役     | 1941年8月1日                                           |
| 退役     | 1944年11月9日                                          |
| 除籍     |                                                        |
| その後   | スクラップとして売却                                   |
| 性能諸元 |                                                        |
| 排水量   | 825トン（水上）1,179トン（水中）                       |
| 全長     | 238.1 ft                                               |
| 全幅     | 21.8 ft                                                |
| 吃水     | 12.1 ft                                                |
| 機関     |                                                        |
| 最大速   | 水上 16ノット、水中 9ノット                            |
| 乗員     | 士官4名、兵員34名                                      |
| 兵装     | 50口径3インチ砲1門 30口径機銃2基 21インチ魚雷発射管6門 |

マーリン (USS Marlin, SS-205) は、アメリカ海軍の潜水艦。マッケレル級潜水艦の2番艦。艦名はマカジキ科の総称に因んで命名された。

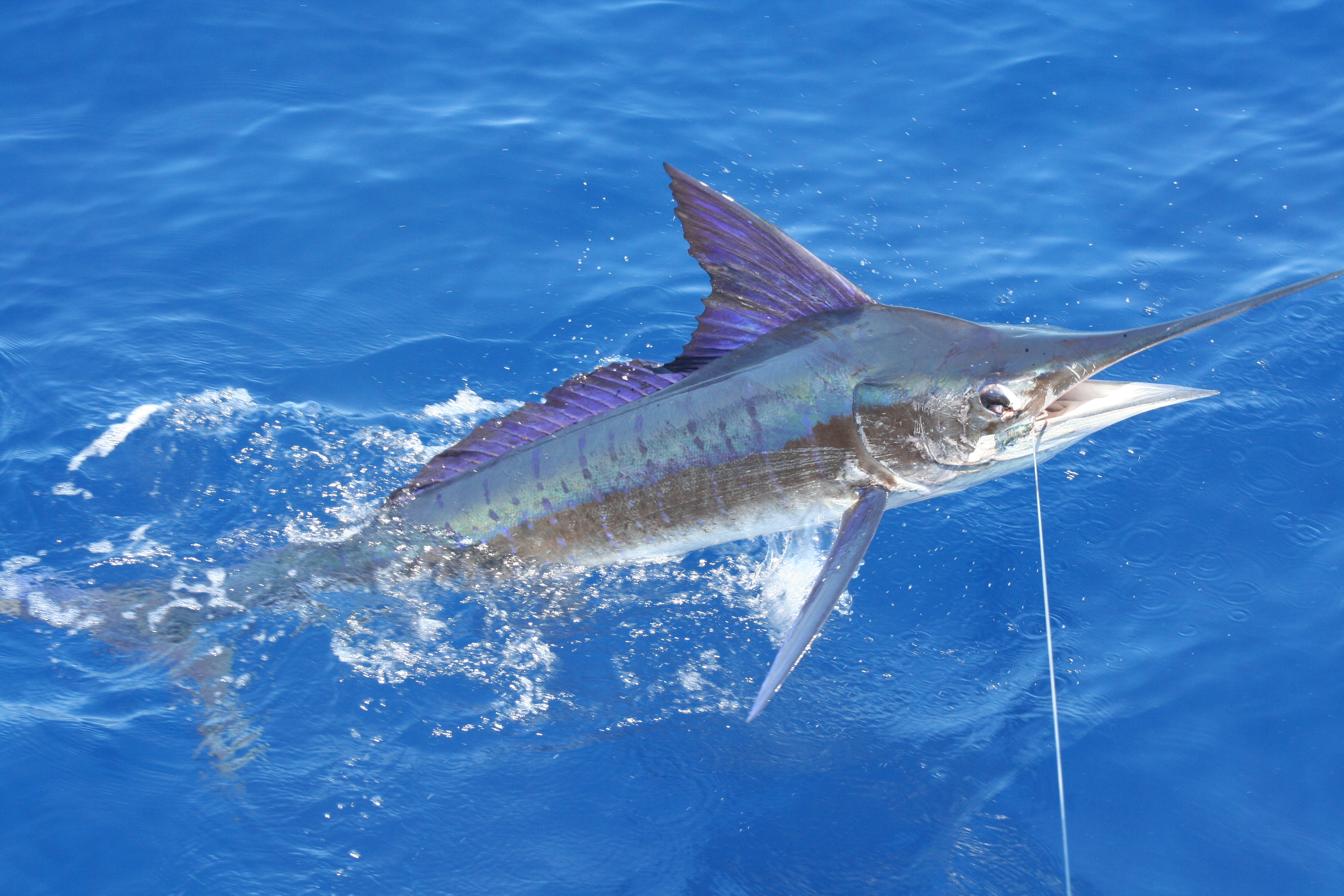
マカジキ（Striped marlin）

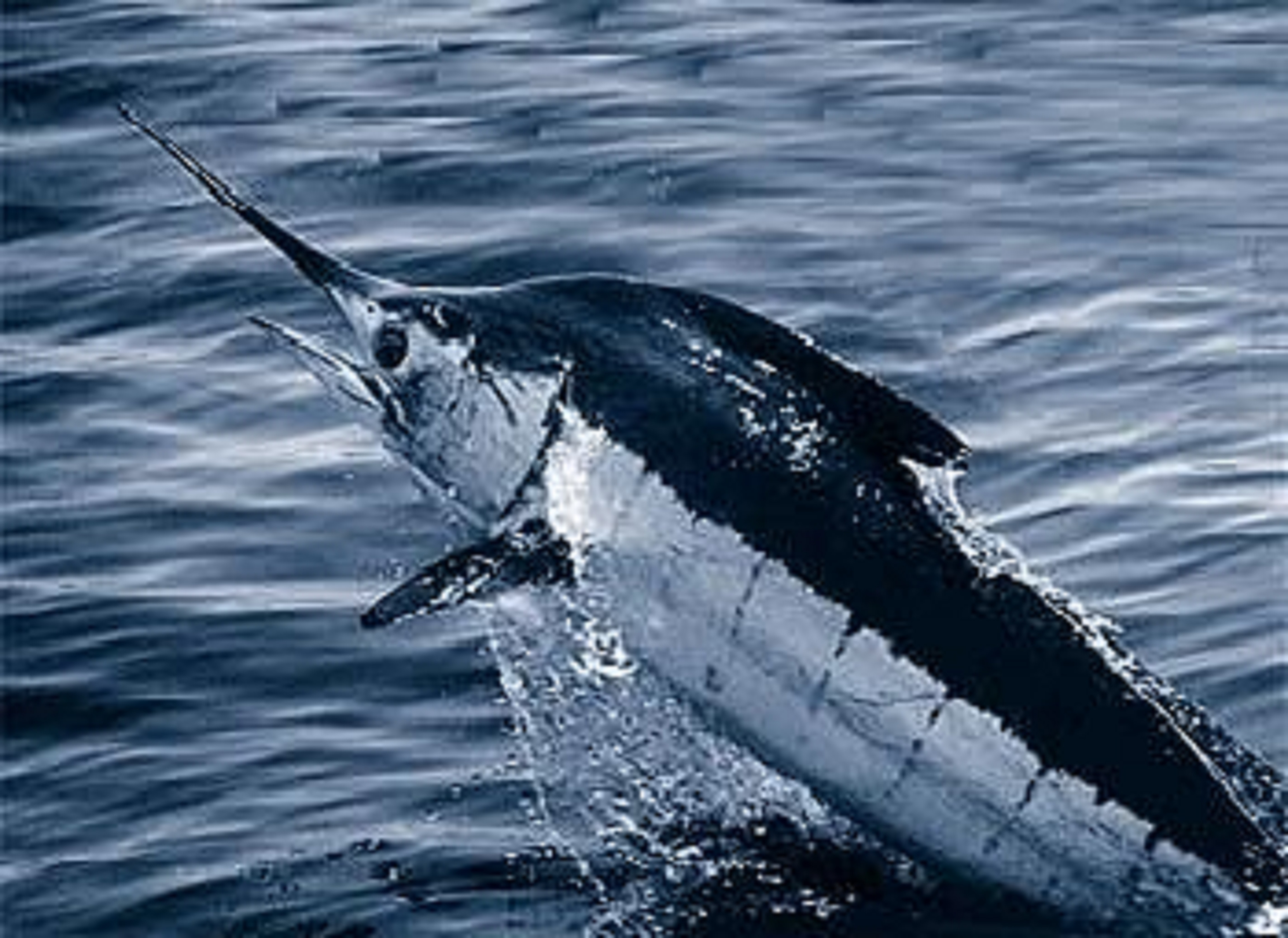
ニシクロカジキ（Atlantic blue marlin）

## 艦歴
マーリンは1940年5月23日にメイン州キタリーのポーツマス海軍造船所で起工した。1941年1月29日にジェーン・D・ウェインライト夫人によって命名、進水し、1941年8月1日に艦長ジョージ・A・シャープ少佐の指揮下就役する。
就役後は大西洋艦隊に所属して半年間をコネチカット州ニューロンドンで過ごし、5月21日にメイン州のカスコ湾に向けて出航する。翌日到着したマーリンは第27.1任務部隊に加わり、護衛艦艇の対潜水艦戦訓練を行う。4月18日にニューロンドンに帰還し、その後は1942年までロングアイランド湾で作戦活動に従事する。
マーリンは1943年1月7日にカスコ湾に到着し、1月16日まで第27.1任務部隊の訓練任務に従事する。その後2年半にわたってニューロンドン及びポーツマスで訓練、哨戒任務に当たる。1944年7月26日、護衛駆逐艦チャフィー (USS Chaffee, DE-230) との訓練中にマーリンは SC-642 と衝突、損傷した。9月にマーリンはチェトコ (USS Chetco, AT-99) と共にポーツマスを出航し、9月10日にニューロンドンに到着した。
10月20日、マーリンはスキップジャック (USS Skipjack, SS-184) と共にニューロンドンを出航しコネチカット州ブリッジポートに向かい、その日の内に到着した。5日後にマサチューセッツ州ボストンに向かい、10月31日に到着する。マーリンは11月9日にボストン海軍工廠で退役し、1946年3月29日にメリーランド州ボルチモアのボストン・メタル社にスクラップとして売却された。